# Pterostylis toveyana
Pterostylis toveyana là một loài thực vật có hoa trong họ Lan. Loài này được Ewart & Sharman miêu tả khoa học đầu tiên năm 1916.